# Nils G. van Dijk
Nils Gustav Gerhard van Dijk (Bergen, 21 ottobre 1933 – Bergen, 17 gennaio 2003) è stato un compositore di scacchi norvegese.
Compose problemi di ogni genere, ma soprattutto di matto in due e tre mosse.
Ottenne i titoli di Maestro Internazionale della composizione (1961) e di Giudice Internazionale per la composizione (1966).
Tre suoi problemi:  
|   | a | b | c | d | e | f | g | h |   |
| 8 | e8 donna del bianco · e7 cavallo del nero · f6 pedone del nero · g6 alfiere del nero · c5 cavallo del nero · b4 pedone del bianco · c4 pedone del nero · d4 re del nero · c2 pedone del bianco · d2 pedone del bianco · e2 pedone del bianco · h2 alfiere del bianco · b1 re del bianco · e1 cavallo del bianco · g1 alfiere del nero · h1 alfiere del bianco | e8 donna del bianco · e7 cavallo del nero · f6 pedone del nero · g6 alfiere del nero · c5 cavallo del nero · b4 pedone del bianco · c4 pedone del nero · d4 re del nero · c2 pedone del bianco · d2 pedone del bianco · e2 pedone del bianco · h2 alfiere del bianco · b1 re del bianco · e1 cavallo del bianco · g1 alfiere del nero · h1 alfiere del bianco | e8 donna del bianco · e7 cavallo del nero · f6 pedone del nero · g6 alfiere del nero · c5 cavallo del nero · b4 pedone del bianco · c4 pedone del nero · d4 re del nero · c2 pedone del bianco · d2 pedone del bianco · e2 pedone del bianco · h2 alfiere del bianco · b1 re del bianco · e1 cavallo del bianco · g1 alfiere del nero · h1 alfiere del bianco | e8 donna del bianco · e7 cavallo del nero · f6 pedone del nero · g6 alfiere del nero · c5 cavallo del nero · b4 pedone del bianco · c4 pedone del nero · d4 re del nero · c2 pedone del bianco · d2 pedone del bianco · e2 pedone del bianco · h2 alfiere del bianco · b1 re del bianco · e1 cavallo del bianco · g1 alfiere del nero · h1 alfiere del bianco | e8 donna del bianco · e7 cavallo del nero · f6 pedone del nero · g6 alfiere del nero · c5 cavallo del nero · b4 pedone del bianco · c4 pedone del nero · d4 re del nero · c2 pedone del bianco · d2 pedone del bianco · e2 pedone del bianco · h2 alfiere del bianco · b1 re del bianco · e1 cavallo del bianco · g1 alfiere del nero · h1 alfiere del bianco | e8 donna del bianco · e7 cavallo del nero · f6 pedone del nero · g6 alfiere del nero · c5 cavallo del nero · b4 pedone del bianco · c4 pedone del nero · d4 re del nero · c2 pedone del bianco · d2 pedone del bianco · e2 pedone del bianco · h2 alfiere del bianco · b1 re del bianco · e1 cavallo del bianco · g1 alfiere del nero · h1 alfiere del bianco | e8 donna del bianco · e7 cavallo del nero · f6 pedone del nero · g6 alfiere del nero · c5 cavallo del nero · b4 pedone del bianco · c4 pedone del nero · d4 re del nero · c2 pedone del bianco · d2 pedone del bianco · e2 pedone del bianco · h2 alfiere del bianco · b1 re del bianco · e1 cavallo del bianco · g1 alfiere del nero · h1 alfiere del bianco | e8 donna del bianco · e7 cavallo del nero · f6 pedone del nero · g6 alfiere del nero · c5 cavallo del nero · b4 pedone del bianco · c4 pedone del nero · d4 re del nero · c2 pedone del bianco · d2 pedone del bianco · e2 pedone del bianco · h2 alfiere del bianco · b1 re del bianco · e1 cavallo del bianco · g1 alfiere del nero · h1 alfiere del bianco | 8 |
| 7 | e8 donna del bianco · e7 cavallo del nero · f6 pedone del nero · g6 alfiere del nero · c5 cavallo del nero · b4 pedone del bianco · c4 pedone del nero · d4 re del nero · c2 pedone del bianco · d2 pedone del bianco · e2 pedone del bianco · h2 alfiere del bianco · b1 re del bianco · e1 cavallo del bianco · g1 alfiere del nero · h1 alfiere del bianco | e8 donna del bianco · e7 cavallo del nero · f6 pedone del nero · g6 alfiere del nero · c5 cavallo del nero · b4 pedone del bianco · c4 pedone del nero · d4 re del nero · c2 pedone del bianco · d2 pedone del bianco · e2 pedone del bianco · h2 alfiere del bianco · b1 re del bianco · e1 cavallo del bianco · g1 alfiere del nero · h1 alfiere del bianco | e8 donna del bianco · e7 cavallo del nero · f6 pedone del nero · g6 alfiere del nero · c5 cavallo del nero · b4 pedone del bianco · c4 pedone del nero · d4 re del nero · c2 pedone del bianco · d2 pedone del bianco · e2 pedone del bianco · h2 alfiere del bianco · b1 re del bianco · e1 cavallo del bianco · g1 alfiere del nero · h1 alfiere del bianco | e8 donna del bianco · e7 cavallo del nero · f6 pedone del nero · g6 alfiere del nero · c5 cavallo del nero · b4 pedone del bianco · c4 pedone del nero · d4 re del nero · c2 pedone del bianco · d2 pedone del bianco · e2 pedone del bianco · h2 alfiere del bianco · b1 re del bianco · e1 cavallo del bianco · g1 alfiere del nero · h1 alfiere del bianco | e8 donna del bianco · e7 cavallo del nero · f6 pedone del nero · g6 alfiere del nero · c5 cavallo del nero · b4 pedone del bianco · c4 pedone del nero · d4 re del nero · c2 pedone del bianco · d2 pedone del bianco · e2 pedone del bianco · h2 alfiere del bianco · b1 re del bianco · e1 cavallo del bianco · g1 alfiere del nero · h1 alfiere del bianco | e8 donna del bianco · e7 cavallo del nero · f6 pedone del nero · g6 alfiere del nero · c5 cavallo del nero · b4 pedone del bianco · c4 pedone del nero · d4 re del nero · c2 pedone del bianco · d2 pedone del bianco · e2 pedone del bianco · h2 alfiere del bianco · b1 re del bianco · e1 cavallo del bianco · g1 alfiere del nero · h1 alfiere del bianco | e8 donna del bianco · e7 cavallo del nero · f6 pedone del nero · g6 alfiere del nero · c5 cavallo del nero · b4 pedone del bianco · c4 pedone del nero · d4 re del nero · c2 pedone del bianco · d2 pedone del bianco · e2 pedone del bianco · h2 alfiere del bianco · b1 re del bianco · e1 cavallo del bianco · g1 alfiere del nero · h1 alfiere del bianco | e8 donna del bianco · e7 cavallo del nero · f6 pedone del nero · g6 alfiere del nero · c5 cavallo del nero · b4 pedone del bianco · c4 pedone del nero · d4 re del nero · c2 pedone del bianco · d2 pedone del bianco · e2 pedone del bianco · h2 alfiere del bianco · b1 re del bianco · e1 cavallo del bianco · g1 alfiere del nero · h1 alfiere del bianco | 7 |
| 6 | e8 donna del bianco · e7 cavallo del nero · f6 pedone del nero · g6 alfiere del nero · c5 cavallo del nero · b4 pedone del bianco · c4 pedone del nero · d4 re del nero · c2 pedone del bianco · d2 pedone del bianco · e2 pedone del bianco · h2 alfiere del bianco · b1 re del bianco · e1 cavallo del bianco · g1 alfiere del nero · h1 alfiere del bianco | e8 donna del bianco · e7 cavallo del nero · f6 pedone del nero · g6 alfiere del nero · c5 cavallo del nero · b4 pedone del bianco · c4 pedone del nero · d4 re del nero · c2 pedone del bianco · d2 pedone del bianco · e2 pedone del bianco · h2 alfiere del bianco · b1 re del bianco · e1 cavallo del bianco · g1 alfiere del nero · h1 alfiere del bianco | e8 donna del bianco · e7 cavallo del nero · f6 pedone del nero · g6 alfiere del nero · c5 cavallo del nero · b4 pedone del bianco · c4 pedone del nero · d4 re del nero · c2 pedone del bianco · d2 pedone del bianco · e2 pedone del bianco · h2 alfiere del bianco · b1 re del bianco · e1 cavallo del bianco · g1 alfiere del nero · h1 alfiere del bianco | e8 donna del bianco · e7 cavallo del nero · f6 pedone del nero · g6 alfiere del nero · c5 cavallo del nero · b4 pedone del bianco · c4 pedone del nero · d4 re del nero · c2 pedone del bianco · d2 pedone del bianco · e2 pedone del bianco · h2 alfiere del bianco · b1 re del bianco · e1 cavallo del bianco · g1 alfiere del nero · h1 alfiere del bianco | e8 donna del bianco · e7 cavallo del nero · f6 pedone del nero · g6 alfiere del nero · c5 cavallo del nero · b4 pedone del bianco · c4 pedone del nero · d4 re del nero · c2 pedone del bianco · d2 pedone del bianco · e2 pedone del bianco · h2 alfiere del bianco · b1 re del bianco · e1 cavallo del bianco · g1 alfiere del nero · h1 alfiere del bianco | e8 donna del bianco · e7 cavallo del nero · f6 pedone del nero · g6 alfiere del nero · c5 cavallo del nero · b4 pedone del bianco · c4 pedone del nero · d4 re del nero · c2 pedone del bianco · d2 pedone del bianco · e2 pedone del bianco · h2 alfiere del bianco · b1 re del bianco · e1 cavallo del bianco · g1 alfiere del nero · h1 alfiere del bianco | e8 donna del bianco · e7 cavallo del nero · f6 pedone del nero · g6 alfiere del nero · c5 cavallo del nero · b4 pedone del bianco · c4 pedone del nero · d4 re del nero · c2 pedone del bianco · d2 pedone del bianco · e2 pedone del bianco · h2 alfiere del bianco · b1 re del bianco · e1 cavallo del bianco · g1 alfiere del nero · h1 alfiere del bianco | e8 donna del bianco · e7 cavallo del nero · f6 pedone del nero · g6 alfiere del nero · c5 cavallo del nero · b4 pedone del bianco · c4 pedone del nero · d4 re del nero · c2 pedone del bianco · d2 pedone del bianco · e2 pedone del bianco · h2 alfiere del bianco · b1 re del bianco · e1 cavallo del bianco · g1 alfiere del nero · h1 alfiere del bianco | 6 |
| 5 | e8 donna del bianco · e7 cavallo del nero · f6 pedone del nero · g6 alfiere del nero · c5 cavallo del nero · b4 pedone del bianco · c4 pedone del nero · d4 re del nero · c2 pedone del bianco · d2 pedone del bianco · e2 pedone del bianco · h2 alfiere del bianco · b1 re del bianco · e1 cavallo del bianco · g1 alfiere del nero · h1 alfiere del bianco | e8 donna del bianco · e7 cavallo del nero · f6 pedone del nero · g6 alfiere del nero · c5 cavallo del nero · b4 pedone del bianco · c4 pedone del nero · d4 re del nero · c2 pedone del bianco · d2 pedone del bianco · e2 pedone del bianco · h2 alfiere del bianco · b1 re del bianco · e1 cavallo del bianco · g1 alfiere del nero · h1 alfiere del bianco | e8 donna del bianco · e7 cavallo del nero · f6 pedone del nero · g6 alfiere del nero · c5 cavallo del nero · b4 pedone del bianco · c4 pedone del nero · d4 re del nero · c2 pedone del bianco · d2 pedone del bianco · e2 pedone del bianco · h2 alfiere del bianco · b1 re del bianco · e1 cavallo del bianco · g1 alfiere del nero · h1 alfiere del bianco | e8 donna del bianco · e7 cavallo del nero · f6 pedone del nero · g6 alfiere del nero · c5 cavallo del nero · b4 pedone del bianco · c4 pedone del nero · d4 re del nero · c2 pedone del bianco · d2 pedone del bianco · e2 pedone del bianco · h2 alfiere del bianco · b1 re del bianco · e1 cavallo del bianco · g1 alfiere del nero · h1 alfiere del bianco | e8 donna del bianco · e7 cavallo del nero · f6 pedone del nero · g6 alfiere del nero · c5 cavallo del nero · b4 pedone del bianco · c4 pedone del nero · d4 re del nero · c2 pedone del bianco · d2 pedone del bianco · e2 pedone del bianco · h2 alfiere del bianco · b1 re del bianco · e1 cavallo del bianco · g1 alfiere del nero · h1 alfiere del bianco | e8 donna del bianco · e7 cavallo del nero · f6 pedone del nero · g6 alfiere del nero · c5 cavallo del nero · b4 pedone del bianco · c4 pedone del nero · d4 re del nero · c2 pedone del bianco · d2 pedone del bianco · e2 pedone del bianco · h2 alfiere del bianco · b1 re del bianco · e1 cavallo del bianco · g1 alfiere del nero · h1 alfiere del bianco | e8 donna del bianco · e7 cavallo del nero · f6 pedone del nero · g6 alfiere del nero · c5 cavallo del nero · b4 pedone del bianco · c4 pedone del nero · d4 re del nero · c2 pedone del bianco · d2 pedone del bianco · e2 pedone del bianco · h2 alfiere del bianco · b1 re del bianco · e1 cavallo del bianco · g1 alfiere del nero · h1 alfiere del bianco | e8 donna del bianco · e7 cavallo del nero · f6 pedone del nero · g6 alfiere del nero · c5 cavallo del nero · b4 pedone del bianco · c4 pedone del nero · d4 re del nero · c2 pedone del bianco · d2 pedone del bianco · e2 pedone del bianco · h2 alfiere del bianco · b1 re del bianco · e1 cavallo del bianco · g1 alfiere del nero · h1 alfiere del bianco | 5 |
| 4 | e8 donna del bianco · e7 cavallo del nero · f6 pedone del nero · g6 alfiere del nero · c5 cavallo del nero · b4 pedone del bianco · c4 pedone del nero · d4 re del nero · c2 pedone del bianco · d2 pedone del bianco · e2 pedone del bianco · h2 alfiere del bianco · b1 re del bianco · e1 cavallo del bianco · g1 alfiere del nero · h1 alfiere del bianco | e8 donna del bianco · e7 cavallo del nero · f6 pedone del nero · g6 alfiere del nero · c5 cavallo del nero · b4 pedone del bianco · c4 pedone del nero · d4 re del nero · c2 pedone del bianco · d2 pedone del bianco · e2 pedone del bianco · h2 alfiere del bianco · b1 re del bianco · e1 cavallo del bianco · g1 alfiere del nero · h1 alfiere del bianco | e8 donna del bianco · e7 cavallo del nero · f6 pedone del nero · g6 alfiere del nero · c5 cavallo del nero · b4 pedone del bianco · c4 pedone del nero · d4 re del nero · c2 pedone del bianco · d2 pedone del bianco · e2 pedone del bianco · h2 alfiere del bianco · b1 re del bianco · e1 cavallo del bianco · g1 alfiere del nero · h1 alfiere del bianco | e8 donna del bianco · e7 cavallo del nero · f6 pedone del nero · g6 alfiere del nero · c5 cavallo del nero · b4 pedone del bianco · c4 pedone del nero · d4 re del nero · c2 pedone del bianco · d2 pedone del bianco · e2 pedone del bianco · h2 alfiere del bianco · b1 re del bianco · e1 cavallo del bianco · g1 alfiere del nero · h1 alfiere del bianco | e8 donna del bianco · e7 cavallo del nero · f6 pedone del nero · g6 alfiere del nero · c5 cavallo del nero · b4 pedone del bianco · c4 pedone del nero · d4 re del nero · c2 pedone del bianco · d2 pedone del bianco · e2 pedone del bianco · h2 alfiere del bianco · b1 re del bianco · e1 cavallo del bianco · g1 alfiere del nero · h1 alfiere del bianco | e8 donna del bianco · e7 cavallo del nero · f6 pedone del nero · g6 alfiere del nero · c5 cavallo del nero · b4 pedone del bianco · c4 pedone del nero · d4 re del nero · c2 pedone del bianco · d2 pedone del bianco · e2 pedone del bianco · h2 alfiere del bianco · b1 re del bianco · e1 cavallo del bianco · g1 alfiere del nero · h1 alfiere del bianco | e8 donna del bianco · e7 cavallo del nero · f6 pedone del nero · g6 alfiere del nero · c5 cavallo del nero · b4 pedone del bianco · c4 pedone del nero · d4 re del nero · c2 pedone del bianco · d2 pedone del bianco · e2 pedone del bianco · h2 alfiere del bianco · b1 re del bianco · e1 cavallo del bianco · g1 alfiere del nero · h1 alfiere del bianco | e8 donna del bianco · e7 cavallo del nero · f6 pedone del nero · g6 alfiere del nero · c5 cavallo del nero · b4 pedone del bianco · c4 pedone del nero · d4 re del nero · c2 pedone del bianco · d2 pedone del bianco · e2 pedone del bianco · h2 alfiere del bianco · b1 re del bianco · e1 cavallo del bianco · g1 alfiere del nero · h1 alfiere del bianco | 4 |
| 3 | e8 donna del bianco · e7 cavallo del nero · f6 pedone del nero · g6 alfiere del nero · c5 cavallo del nero · b4 pedone del bianco · c4 pedone del nero · d4 re del nero · c2 pedone del bianco · d2 pedone del bianco · e2 pedone del bianco · h2 alfiere del bianco · b1 re del bianco · e1 cavallo del bianco · g1 alfiere del nero · h1 alfiere del bianco | e8 donna del bianco · e7 cavallo del nero · f6 pedone del nero · g6 alfiere del nero · c5 cavallo del nero · b4 pedone del bianco · c4 pedone del nero · d4 re del nero · c2 pedone del bianco · d2 pedone del bianco · e2 pedone del bianco · h2 alfiere del bianco · b1 re del bianco · e1 cavallo del bianco · g1 alfiere del nero · h1 alfiere del bianco | e8 donna del bianco · e7 cavallo del nero · f6 pedone del nero · g6 alfiere del nero · c5 cavallo del nero · b4 pedone del bianco · c4 pedone del nero · d4 re del nero · c2 pedone del bianco · d2 pedone del bianco · e2 pedone del bianco · h2 alfiere del bianco · b1 re del bianco · e1 cavallo del bianco · g1 alfiere del nero · h1 alfiere del bianco | e8 donna del bianco · e7 cavallo del nero · f6 pedone del nero · g6 alfiere del nero · c5 cavallo del nero · b4 pedone del bianco · c4 pedone del nero · d4 re del nero · c2 pedone del bianco · d2 pedone del bianco · e2 pedone del bianco · h2 alfiere del bianco · b1 re del bianco · e1 cavallo del bianco · g1 alfiere del nero · h1 alfiere del bianco | e8 donna del bianco · e7 cavallo del nero · f6 pedone del nero · g6 alfiere del nero · c5 cavallo del nero · b4 pedone del bianco · c4 pedone del nero · d4 re del nero · c2 pedone del bianco · d2 pedone del bianco · e2 pedone del bianco · h2 alfiere del bianco · b1 re del bianco · e1 cavallo del bianco · g1 alfiere del nero · h1 alfiere del bianco | e8 donna del bianco · e7 cavallo del nero · f6 pedone del nero · g6 alfiere del nero · c5 cavallo del nero · b4 pedone del bianco · c4 pedone del nero · d4 re del nero · c2 pedone del bianco · d2 pedone del bianco · e2 pedone del bianco · h2 alfiere del bianco · b1 re del bianco · e1 cavallo del bianco · g1 alfiere del nero · h1 alfiere del bianco | e8 donna del bianco · e7 cavallo del nero · f6 pedone del nero · g6 alfiere del nero · c5 cavallo del nero · b4 pedone del bianco · c4 pedone del nero · d4 re del nero · c2 pedone del bianco · d2 pedone del bianco · e2 pedone del bianco · h2 alfiere del bianco · b1 re del bianco · e1 cavallo del bianco · g1 alfiere del nero · h1 alfiere del bianco | e8 donna del bianco · e7 cavallo del nero · f6 pedone del nero · g6 alfiere del nero · c5 cavallo del nero · b4 pedone del bianco · c4 pedone del nero · d4 re del nero · c2 pedone del bianco · d2 pedone del bianco · e2 pedone del bianco · h2 alfiere del bianco · b1 re del bianco · e1 cavallo del bianco · g1 alfiere del nero · h1 alfiere del bianco | 3 |
| 2 | e8 donna del bianco · e7 cavallo del nero · f6 pedone del nero · g6 alfiere del nero · c5 cavallo del nero · b4 pedone del bianco · c4 pedone del nero · d4 re del nero · c2 pedone del bianco · d2 pedone del bianco · e2 pedone del bianco · h2 alfiere del bianco · b1 re del bianco · e1 cavallo del bianco · g1 alfiere del nero · h1 alfiere del bianco | e8 donna del bianco · e7 cavallo del nero · f6 pedone del nero · g6 alfiere del nero · c5 cavallo del nero · b4 pedone del bianco · c4 pedone del nero · d4 re del nero · c2 pedone del bianco · d2 pedone del bianco · e2 pedone del bianco · h2 alfiere del bianco · b1 re del bianco · e1 cavallo del bianco · g1 alfiere del nero · h1 alfiere del bianco | e8 donna del bianco · e7 cavallo del nero · f6 pedone del nero · g6 alfiere del nero · c5 cavallo del nero · b4 pedone del bianco · c4 pedone del nero · d4 re del nero · c2 pedone del bianco · d2 pedone del bianco · e2 pedone del bianco · h2 alfiere del bianco · b1 re del bianco · e1 cavallo del bianco · g1 alfiere del nero · h1 alfiere del bianco | e8 donna del bianco · e7 cavallo del nero · f6 pedone del nero · g6 alfiere del nero · c5 cavallo del nero · b4 pedone del bianco · c4 pedone del nero · d4 re del nero · c2 pedone del bianco · d2 pedone del bianco · e2 pedone del bianco · h2 alfiere del bianco · b1 re del bianco · e1 cavallo del bianco · g1 alfiere del nero · h1 alfiere del bianco | e8 donna del bianco · e7 cavallo del nero · f6 pedone del nero · g6 alfiere del nero · c5 cavallo del nero · b4 pedone del bianco · c4 pedone del nero · d4 re del nero · c2 pedone del bianco · d2 pedone del bianco · e2 pedone del bianco · h2 alfiere del bianco · b1 re del bianco · e1 cavallo del bianco · g1 alfiere del nero · h1 alfiere del bianco | e8 donna del bianco · e7 cavallo del nero · f6 pedone del nero · g6 alfiere del nero · c5 cavallo del nero · b4 pedone del bianco · c4 pedone del nero · d4 re del nero · c2 pedone del bianco · d2 pedone del bianco · e2 pedone del bianco · h2 alfiere del bianco · b1 re del bianco · e1 cavallo del bianco · g1 alfiere del nero · h1 alfiere del bianco | e8 donna del bianco · e7 cavallo del nero · f6 pedone del nero · g6 alfiere del nero · c5 cavallo del nero · b4 pedone del bianco · c4 pedone del nero · d4 re del nero · c2 pedone del bianco · d2 pedone del bianco · e2 pedone del bianco · h2 alfiere del bianco · b1 re del bianco · e1 cavallo del bianco · g1 alfiere del nero · h1 alfiere del bianco | e8 donna del bianco · e7 cavallo del nero · f6 pedone del nero · g6 alfiere del nero · c5 cavallo del nero · b4 pedone del bianco · c4 pedone del nero · d4 re del nero · c2 pedone del bianco · d2 pedone del bianco · e2 pedone del bianco · h2 alfiere del bianco · b1 re del bianco · e1 cavallo del bianco · g1 alfiere del nero · h1 alfiere del bianco | 2 |
| 1 | e8 donna del bianco · e7 cavallo del nero · f6 pedone del nero · g6 alfiere del nero · c5 cavallo del nero · b4 pedone del bianco · c4 pedone del nero · d4 re del nero · c2 pedone del bianco · d2 pedone del bianco · e2 pedone del bianco · h2 alfiere del bianco · b1 re del bianco · e1 cavallo del bianco · g1 alfiere del nero · h1 alfiere del bianco | e8 donna del bianco · e7 cavallo del nero · f6 pedone del nero · g6 alfiere del nero · c5 cavallo del nero · b4 pedone del bianco · c4 pedone del nero · d4 re del nero · c2 pedone del bianco · d2 pedone del bianco · e2 pedone del bianco · h2 alfiere del bianco · b1 re del bianco · e1 cavallo del bianco · g1 alfiere del nero · h1 alfiere del bianco | e8 donna del bianco · e7 cavallo del nero · f6 pedone del nero · g6 alfiere del nero · c5 cavallo del nero · b4 pedone del bianco · c4 pedone del nero · d4 re del nero · c2 pedone del bianco · d2 pedone del bianco · e2 pedone del bianco · h2 alfiere del bianco · b1 re del bianco · e1 cavallo del bianco · g1 alfiere del nero · h1 alfiere del bianco | e8 donna del bianco · e7 cavallo del nero · f6 pedone del nero · g6 alfiere del nero · c5 cavallo del nero · b4 pedone del bianco · c4 pedone del nero · d4 re del nero · c2 pedone del bianco · d2 pedone del bianco · e2 pedone del bianco · h2 alfiere del bianco · b1 re del bianco · e1 cavallo del bianco · g1 alfiere del nero · h1 alfiere del bianco | e8 donna del bianco · e7 cavallo del nero · f6 pedone del nero · g6 alfiere del nero · c5 cavallo del nero · b4 pedone del bianco · c4 pedone del nero · d4 re del nero · c2 pedone del bianco · d2 pedone del bianco · e2 pedone del bianco · h2 alfiere del bianco · b1 re del bianco · e1 cavallo del bianco · g1 alfiere del nero · h1 alfiere del bianco | e8 donna del bianco · e7 cavallo del nero · f6 pedone del nero · g6 alfiere del nero · c5 cavallo del nero · b4 pedone del bianco · c4 pedone del nero · d4 re del nero · c2 pedone del bianco · d2 pedone del bianco · e2 pedone del bianco · h2 alfiere del bianco · b1 re del bianco · e1 cavallo del bianco · g1 alfiere del nero · h1 alfiere del bianco | e8 donna del bianco · e7 cavallo del nero · f6 pedone del nero · g6 alfiere del nero · c5 cavallo del nero · b4 pedone del bianco · c4 pedone del nero · d4 re del nero · c2 pedone del bianco · d2 pedone del bianco · e2 pedone del bianco · h2 alfiere del bianco · b1 re del bianco · e1 cavallo del bianco · g1 alfiere del nero · h1 alfiere del bianco | e8 donna del bianco · e7 cavallo del nero · f6 pedone del nero · g6 alfiere del nero · c5 cavallo del nero · b4 pedone del bianco · c4 pedone del nero · d4 re del nero · c2 pedone del bianco · d2 pedone del bianco · e2 pedone del bianco · h2 alfiere del bianco · b1 re del bianco · e1 cavallo del bianco · g1 alfiere del nero · h1 alfiere del bianco | 1 |
|   | a | b | c | d | e | f | g | h |   |

Soluzione:
1. Db5 !  (2. Dxc5#)
1. ...Cd7/e6/b3/b7/a4/a6  2. Axg1# 
 
1. ...Axc2+  2. Cxc2# 
 
1. ...Ce4  2. Cxf3#

|   | a | b | c | d | e | f | g | h |   |
| 8 | a8 alfiere del bianco · d8 torre del nero · b7 cavallo del bianco · g7 donna del bianco · c6 donna del nero · e6 pedone del nero · a5 torre del nero · d5 cavallo del nero · g5 alfiere del bianco · b4 pedone del nero · c4 pedone del bianco · e4 re del nero · h3 torre del bianco · c2 alfiere del nero · g2 cavallo del bianco · f1 torre del bianco · h1 re del bianco | a8 alfiere del bianco · d8 torre del nero · b7 cavallo del bianco · g7 donna del bianco · c6 donna del nero · e6 pedone del nero · a5 torre del nero · d5 cavallo del nero · g5 alfiere del bianco · b4 pedone del nero · c4 pedone del bianco · e4 re del nero · h3 torre del bianco · c2 alfiere del nero · g2 cavallo del bianco · f1 torre del bianco · h1 re del bianco | a8 alfiere del bianco · d8 torre del nero · b7 cavallo del bianco · g7 donna del bianco · c6 donna del nero · e6 pedone del nero · a5 torre del nero · d5 cavallo del nero · g5 alfiere del bianco · b4 pedone del nero · c4 pedone del bianco · e4 re del nero · h3 torre del bianco · c2 alfiere del nero · g2 cavallo del bianco · f1 torre del bianco · h1 re del bianco | a8 alfiere del bianco · d8 torre del nero · b7 cavallo del bianco · g7 donna del bianco · c6 donna del nero · e6 pedone del nero · a5 torre del nero · d5 cavallo del nero · g5 alfiere del bianco · b4 pedone del nero · c4 pedone del bianco · e4 re del nero · h3 torre del bianco · c2 alfiere del nero · g2 cavallo del bianco · f1 torre del bianco · h1 re del bianco | a8 alfiere del bianco · d8 torre del nero · b7 cavallo del bianco · g7 donna del bianco · c6 donna del nero · e6 pedone del nero · a5 torre del nero · d5 cavallo del nero · g5 alfiere del bianco · b4 pedone del nero · c4 pedone del bianco · e4 re del nero · h3 torre del bianco · c2 alfiere del nero · g2 cavallo del bianco · f1 torre del bianco · h1 re del bianco | a8 alfiere del bianco · d8 torre del nero · b7 cavallo del bianco · g7 donna del bianco · c6 donna del nero · e6 pedone del nero · a5 torre del nero · d5 cavallo del nero · g5 alfiere del bianco · b4 pedone del nero · c4 pedone del bianco · e4 re del nero · h3 torre del bianco · c2 alfiere del nero · g2 cavallo del bianco · f1 torre del bianco · h1 re del bianco | a8 alfiere del bianco · d8 torre del nero · b7 cavallo del bianco · g7 donna del bianco · c6 donna del nero · e6 pedone del nero · a5 torre del nero · d5 cavallo del nero · g5 alfiere del bianco · b4 pedone del nero · c4 pedone del bianco · e4 re del nero · h3 torre del bianco · c2 alfiere del nero · g2 cavallo del bianco · f1 torre del bianco · h1 re del bianco | a8 alfiere del bianco · d8 torre del nero · b7 cavallo del bianco · g7 donna del bianco · c6 donna del nero · e6 pedone del nero · a5 torre del nero · d5 cavallo del nero · g5 alfiere del bianco · b4 pedone del nero · c4 pedone del bianco · e4 re del nero · h3 torre del bianco · c2 alfiere del nero · g2 cavallo del bianco · f1 torre del bianco · h1 re del bianco | 8 |
| 7 | a8 alfiere del bianco · d8 torre del nero · b7 cavallo del bianco · g7 donna del bianco · c6 donna del nero · e6 pedone del nero · a5 torre del nero · d5 cavallo del nero · g5 alfiere del bianco · b4 pedone del nero · c4 pedone del bianco · e4 re del nero · h3 torre del bianco · c2 alfiere del nero · g2 cavallo del bianco · f1 torre del bianco · h1 re del bianco | a8 alfiere del bianco · d8 torre del nero · b7 cavallo del bianco · g7 donna del bianco · c6 donna del nero · e6 pedone del nero · a5 torre del nero · d5 cavallo del nero · g5 alfiere del bianco · b4 pedone del nero · c4 pedone del bianco · e4 re del nero · h3 torre del bianco · c2 alfiere del nero · g2 cavallo del bianco · f1 torre del bianco · h1 re del bianco | a8 alfiere del bianco · d8 torre del nero · b7 cavallo del bianco · g7 donna del bianco · c6 donna del nero · e6 pedone del nero · a5 torre del nero · d5 cavallo del nero · g5 alfiere del bianco · b4 pedone del nero · c4 pedone del bianco · e4 re del nero · h3 torre del bianco · c2 alfiere del nero · g2 cavallo del bianco · f1 torre del bianco · h1 re del bianco | a8 alfiere del bianco · d8 torre del nero · b7 cavallo del bianco · g7 donna del bianco · c6 donna del nero · e6 pedone del nero · a5 torre del nero · d5 cavallo del nero · g5 alfiere del bianco · b4 pedone del nero · c4 pedone del bianco · e4 re del nero · h3 torre del bianco · c2 alfiere del nero · g2 cavallo del bianco · f1 torre del bianco · h1 re del bianco | a8 alfiere del bianco · d8 torre del nero · b7 cavallo del bianco · g7 donna del bianco · c6 donna del nero · e6 pedone del nero · a5 torre del nero · d5 cavallo del nero · g5 alfiere del bianco · b4 pedone del nero · c4 pedone del bianco · e4 re del nero · h3 torre del bianco · c2 alfiere del nero · g2 cavallo del bianco · f1 torre del bianco · h1 re del bianco | a8 alfiere del bianco · d8 torre del nero · b7 cavallo del bianco · g7 donna del bianco · c6 donna del nero · e6 pedone del nero · a5 torre del nero · d5 cavallo del nero · g5 alfiere del bianco · b4 pedone del nero · c4 pedone del bianco · e4 re del nero · h3 torre del bianco · c2 alfiere del nero · g2 cavallo del bianco · f1 torre del bianco · h1 re del bianco | a8 alfiere del bianco · d8 torre del nero · b7 cavallo del bianco · g7 donna del bianco · c6 donna del nero · e6 pedone del nero · a5 torre del nero · d5 cavallo del nero · g5 alfiere del bianco · b4 pedone del nero · c4 pedone del bianco · e4 re del nero · h3 torre del bianco · c2 alfiere del nero · g2 cavallo del bianco · f1 torre del bianco · h1 re del bianco | a8 alfiere del bianco · d8 torre del nero · b7 cavallo del bianco · g7 donna del bianco · c6 donna del nero · e6 pedone del nero · a5 torre del nero · d5 cavallo del nero · g5 alfiere del bianco · b4 pedone del nero · c4 pedone del bianco · e4 re del nero · h3 torre del bianco · c2 alfiere del nero · g2 cavallo del bianco · f1 torre del bianco · h1 re del bianco | 7 |
| 6 | a8 alfiere del bianco · d8 torre del nero · b7 cavallo del bianco · g7 donna del bianco · c6 donna del nero · e6 pedone del nero · a5 torre del nero · d5 cavallo del nero · g5 alfiere del bianco · b4 pedone del nero · c4 pedone del bianco · e4 re del nero · h3 torre del bianco · c2 alfiere del nero · g2 cavallo del bianco · f1 torre del bianco · h1 re del bianco | a8 alfiere del bianco · d8 torre del nero · b7 cavallo del bianco · g7 donna del bianco · c6 donna del nero · e6 pedone del nero · a5 torre del nero · d5 cavallo del nero · g5 alfiere del bianco · b4 pedone del nero · c4 pedone del bianco · e4 re del nero · h3 torre del bianco · c2 alfiere del nero · g2 cavallo del bianco · f1 torre del bianco · h1 re del bianco | a8 alfiere del bianco · d8 torre del nero · b7 cavallo del bianco · g7 donna del bianco · c6 donna del nero · e6 pedone del nero · a5 torre del nero · d5 cavallo del nero · g5 alfiere del bianco · b4 pedone del nero · c4 pedone del bianco · e4 re del nero · h3 torre del bianco · c2 alfiere del nero · g2 cavallo del bianco · f1 torre del bianco · h1 re del bianco | a8 alfiere del bianco · d8 torre del nero · b7 cavallo del bianco · g7 donna del bianco · c6 donna del nero · e6 pedone del nero · a5 torre del nero · d5 cavallo del nero · g5 alfiere del bianco · b4 pedone del nero · c4 pedone del bianco · e4 re del nero · h3 torre del bianco · c2 alfiere del nero · g2 cavallo del bianco · f1 torre del bianco · h1 re del bianco | a8 alfiere del bianco · d8 torre del nero · b7 cavallo del bianco · g7 donna del bianco · c6 donna del nero · e6 pedone del nero · a5 torre del nero · d5 cavallo del nero · g5 alfiere del bianco · b4 pedone del nero · c4 pedone del bianco · e4 re del nero · h3 torre del bianco · c2 alfiere del nero · g2 cavallo del bianco · f1 torre del bianco · h1 re del bianco | a8 alfiere del bianco · d8 torre del nero · b7 cavallo del bianco · g7 donna del bianco · c6 donna del nero · e6 pedone del nero · a5 torre del nero · d5 cavallo del nero · g5 alfiere del bianco · b4 pedone del nero · c4 pedone del bianco · e4 re del nero · h3 torre del bianco · c2 alfiere del nero · g2 cavallo del bianco · f1 torre del bianco · h1 re del bianco | a8 alfiere del bianco · d8 torre del nero · b7 cavallo del bianco · g7 donna del bianco · c6 donna del nero · e6 pedone del nero · a5 torre del nero · d5 cavallo del nero · g5 alfiere del bianco · b4 pedone del nero · c4 pedone del bianco · e4 re del nero · h3 torre del bianco · c2 alfiere del nero · g2 cavallo del bianco · f1 torre del bianco · h1 re del bianco | a8 alfiere del bianco · d8 torre del nero · b7 cavallo del bianco · g7 donna del bianco · c6 donna del nero · e6 pedone del nero · a5 torre del nero · d5 cavallo del nero · g5 alfiere del bianco · b4 pedone del nero · c4 pedone del bianco · e4 re del nero · h3 torre del bianco · c2 alfiere del nero · g2 cavallo del bianco · f1 torre del bianco · h1 re del bianco | 6 |
| 5 | a8 alfiere del bianco · d8 torre del nero · b7 cavallo del bianco · g7 donna del bianco · c6 donna del nero · e6 pedone del nero · a5 torre del nero · d5 cavallo del nero · g5 alfiere del bianco · b4 pedone del nero · c4 pedone del bianco · e4 re del nero · h3 torre del bianco · c2 alfiere del nero · g2 cavallo del bianco · f1 torre del bianco · h1 re del bianco | a8 alfiere del bianco · d8 torre del nero · b7 cavallo del bianco · g7 donna del bianco · c6 donna del nero · e6 pedone del nero · a5 torre del nero · d5 cavallo del nero · g5 alfiere del bianco · b4 pedone del nero · c4 pedone del bianco · e4 re del nero · h3 torre del bianco · c2 alfiere del nero · g2 cavallo del bianco · f1 torre del bianco · h1 re del bianco | a8 alfiere del bianco · d8 torre del nero · b7 cavallo del bianco · g7 donna del bianco · c6 donna del nero · e6 pedone del nero · a5 torre del nero · d5 cavallo del nero · g5 alfiere del bianco · b4 pedone del nero · c4 pedone del bianco · e4 re del nero · h3 torre del bianco · c2 alfiere del nero · g2 cavallo del bianco · f1 torre del bianco · h1 re del bianco | a8 alfiere del bianco · d8 torre del nero · b7 cavallo del bianco · g7 donna del bianco · c6 donna del nero · e6 pedone del nero · a5 torre del nero · d5 cavallo del nero · g5 alfiere del bianco · b4 pedone del nero · c4 pedone del bianco · e4 re del nero · h3 torre del bianco · c2 alfiere del nero · g2 cavallo del bianco · f1 torre del bianco · h1 re del bianco | a8 alfiere del bianco · d8 torre del nero · b7 cavallo del bianco · g7 donna del bianco · c6 donna del nero · e6 pedone del nero · a5 torre del nero · d5 cavallo del nero · g5 alfiere del bianco · b4 pedone del nero · c4 pedone del bianco · e4 re del nero · h3 torre del bianco · c2 alfiere del nero · g2 cavallo del bianco · f1 torre del bianco · h1 re del bianco | a8 alfiere del bianco · d8 torre del nero · b7 cavallo del bianco · g7 donna del bianco · c6 donna del nero · e6 pedone del nero · a5 torre del nero · d5 cavallo del nero · g5 alfiere del bianco · b4 pedone del nero · c4 pedone del bianco · e4 re del nero · h3 torre del bianco · c2 alfiere del nero · g2 cavallo del bianco · f1 torre del bianco · h1 re del bianco | a8 alfiere del bianco · d8 torre del nero · b7 cavallo del bianco · g7 donna del bianco · c6 donna del nero · e6 pedone del nero · a5 torre del nero · d5 cavallo del nero · g5 alfiere del bianco · b4 pedone del nero · c4 pedone del bianco · e4 re del nero · h3 torre del bianco · c2 alfiere del nero · g2 cavallo del bianco · f1 torre del bianco · h1 re del bianco | a8 alfiere del bianco · d8 torre del nero · b7 cavallo del bianco · g7 donna del bianco · c6 donna del nero · e6 pedone del nero · a5 torre del nero · d5 cavallo del nero · g5 alfiere del bianco · b4 pedone del nero · c4 pedone del bianco · e4 re del nero · h3 torre del bianco · c2 alfiere del nero · g2 cavallo del bianco · f1 torre del bianco · h1 re del bianco | 5 |
| 4 | a8 alfiere del bianco · d8 torre del nero · b7 cavallo del bianco · g7 donna del bianco · c6 donna del nero · e6 pedone del nero · a5 torre del nero · d5 cavallo del nero · g5 alfiere del bianco · b4 pedone del nero · c4 pedone del bianco · e4 re del nero · h3 torre del bianco · c2 alfiere del nero · g2 cavallo del bianco · f1 torre del bianco · h1 re del bianco | a8 alfiere del bianco · d8 torre del nero · b7 cavallo del bianco · g7 donna del bianco · c6 donna del nero · e6 pedone del nero · a5 torre del nero · d5 cavallo del nero · g5 alfiere del bianco · b4 pedone del nero · c4 pedone del bianco · e4 re del nero · h3 torre del bianco · c2 alfiere del nero · g2 cavallo del bianco · f1 torre del bianco · h1 re del bianco | a8 alfiere del bianco · d8 torre del nero · b7 cavallo del bianco · g7 donna del bianco · c6 donna del nero · e6 pedone del nero · a5 torre del nero · d5 cavallo del nero · g5 alfiere del bianco · b4 pedone del nero · c4 pedone del bianco · e4 re del nero · h3 torre del bianco · c2 alfiere del nero · g2 cavallo del bianco · f1 torre del bianco · h1 re del bianco | a8 alfiere del bianco · d8 torre del nero · b7 cavallo del bianco · g7 donna del bianco · c6 donna del nero · e6 pedone del nero · a5 torre del nero · d5 cavallo del nero · g5 alfiere del bianco · b4 pedone del nero · c4 pedone del bianco · e4 re del nero · h3 torre del bianco · c2 alfiere del nero · g2 cavallo del bianco · f1 torre del bianco · h1 re del bianco | a8 alfiere del bianco · d8 torre del nero · b7 cavallo del bianco · g7 donna del bianco · c6 donna del nero · e6 pedone del nero · a5 torre del nero · d5 cavallo del nero · g5 alfiere del bianco · b4 pedone del nero · c4 pedone del bianco · e4 re del nero · h3 torre del bianco · c2 alfiere del nero · g2 cavallo del bianco · f1 torre del bianco · h1 re del bianco | a8 alfiere del bianco · d8 torre del nero · b7 cavallo del bianco · g7 donna del bianco · c6 donna del nero · e6 pedone del nero · a5 torre del nero · d5 cavallo del nero · g5 alfiere del bianco · b4 pedone del nero · c4 pedone del bianco · e4 re del nero · h3 torre del bianco · c2 alfiere del nero · g2 cavallo del bianco · f1 torre del bianco · h1 re del bianco | a8 alfiere del bianco · d8 torre del nero · b7 cavallo del bianco · g7 donna del bianco · c6 donna del nero · e6 pedone del nero · a5 torre del nero · d5 cavallo del nero · g5 alfiere del bianco · b4 pedone del nero · c4 pedone del bianco · e4 re del nero · h3 torre del bianco · c2 alfiere del nero · g2 cavallo del bianco · f1 torre del bianco · h1 re del bianco | a8 alfiere del bianco · d8 torre del nero · b7 cavallo del bianco · g7 donna del bianco · c6 donna del nero · e6 pedone del nero · a5 torre del nero · d5 cavallo del nero · g5 alfiere del bianco · b4 pedone del nero · c4 pedone del bianco · e4 re del nero · h3 torre del bianco · c2 alfiere del nero · g2 cavallo del bianco · f1 torre del bianco · h1 re del bianco | 4 |
| 3 | a8 alfiere del bianco · d8 torre del nero · b7 cavallo del bianco · g7 donna del bianco · c6 donna del nero · e6 pedone del nero · a5 torre del nero · d5 cavallo del nero · g5 alfiere del bianco · b4 pedone del nero · c4 pedone del bianco · e4 re del nero · h3 torre del bianco · c2 alfiere del nero · g2 cavallo del bianco · f1 torre del bianco · h1 re del bianco | a8 alfiere del bianco · d8 torre del nero · b7 cavallo del bianco · g7 donna del bianco · c6 donna del nero · e6 pedone del nero · a5 torre del nero · d5 cavallo del nero · g5 alfiere del bianco · b4 pedone del nero · c4 pedone del bianco · e4 re del nero · h3 torre del bianco · c2 alfiere del nero · g2 cavallo del bianco · f1 torre del bianco · h1 re del bianco | a8 alfiere del bianco · d8 torre del nero · b7 cavallo del bianco · g7 donna del bianco · c6 donna del nero · e6 pedone del nero · a5 torre del nero · d5 cavallo del nero · g5 alfiere del bianco · b4 pedone del nero · c4 pedone del bianco · e4 re del nero · h3 torre del bianco · c2 alfiere del nero · g2 cavallo del bianco · f1 torre del bianco · h1 re del bianco | a8 alfiere del bianco · d8 torre del nero · b7 cavallo del bianco · g7 donna del bianco · c6 donna del nero · e6 pedone del nero · a5 torre del nero · d5 cavallo del nero · g5 alfiere del bianco · b4 pedone del nero · c4 pedone del bianco · e4 re del nero · h3 torre del bianco · c2 alfiere del nero · g2 cavallo del bianco · f1 torre del bianco · h1 re del bianco | a8 alfiere del bianco · d8 torre del nero · b7 cavallo del bianco · g7 donna del bianco · c6 donna del nero · e6 pedone del nero · a5 torre del nero · d5 cavallo del nero · g5 alfiere del bianco · b4 pedone del nero · c4 pedone del bianco · e4 re del nero · h3 torre del bianco · c2 alfiere del nero · g2 cavallo del bianco · f1 torre del bianco · h1 re del bianco | a8 alfiere del bianco · d8 torre del nero · b7 cavallo del bianco · g7 donna del bianco · c6 donna del nero · e6 pedone del nero · a5 torre del nero · d5 cavallo del nero · g5 alfiere del bianco · b4 pedone del nero · c4 pedone del bianco · e4 re del nero · h3 torre del bianco · c2 alfiere del nero · g2 cavallo del bianco · f1 torre del bianco · h1 re del bianco | a8 alfiere del bianco · d8 torre del nero · b7 cavallo del bianco · g7 donna del bianco · c6 donna del nero · e6 pedone del nero · a5 torre del nero · d5 cavallo del nero · g5 alfiere del bianco · b4 pedone del nero · c4 pedone del bianco · e4 re del nero · h3 torre del bianco · c2 alfiere del nero · g2 cavallo del bianco · f1 torre del bianco · h1 re del bianco | a8 alfiere del bianco · d8 torre del nero · b7 cavallo del bianco · g7 donna del bianco · c6 donna del nero · e6 pedone del nero · a5 torre del nero · d5 cavallo del nero · g5 alfiere del bianco · b4 pedone del nero · c4 pedone del bianco · e4 re del nero · h3 torre del bianco · c2 alfiere del nero · g2 cavallo del bianco · f1 torre del bianco · h1 re del bianco | 3 |
| 2 | a8 alfiere del bianco · d8 torre del nero · b7 cavallo del bianco · g7 donna del bianco · c6 donna del nero · e6 pedone del nero · a5 torre del nero · d5 cavallo del nero · g5 alfiere del bianco · b4 pedone del nero · c4 pedone del bianco · e4 re del nero · h3 torre del bianco · c2 alfiere del nero · g2 cavallo del bianco · f1 torre del bianco · h1 re del bianco | a8 alfiere del bianco · d8 torre del nero · b7 cavallo del bianco · g7 donna del bianco · c6 donna del nero · e6 pedone del nero · a5 torre del nero · d5 cavallo del nero · g5 alfiere del bianco · b4 pedone del nero · c4 pedone del bianco · e4 re del nero · h3 torre del bianco · c2 alfiere del nero · g2 cavallo del bianco · f1 torre del bianco · h1 re del bianco | a8 alfiere del bianco · d8 torre del nero · b7 cavallo del bianco · g7 donna del bianco · c6 donna del nero · e6 pedone del nero · a5 torre del nero · d5 cavallo del nero · g5 alfiere del bianco · b4 pedone del nero · c4 pedone del bianco · e4 re del nero · h3 torre del bianco · c2 alfiere del nero · g2 cavallo del bianco · f1 torre del bianco · h1 re del bianco | a8 alfiere del bianco · d8 torre del nero · b7 cavallo del bianco · g7 donna del bianco · c6 donna del nero · e6 pedone del nero · a5 torre del nero · d5 cavallo del nero · g5 alfiere del bianco · b4 pedone del nero · c4 pedone del bianco · e4 re del nero · h3 torre del bianco · c2 alfiere del nero · g2 cavallo del bianco · f1 torre del bianco · h1 re del bianco | a8 alfiere del bianco · d8 torre del nero · b7 cavallo del bianco · g7 donna del bianco · c6 donna del nero · e6 pedone del nero · a5 torre del nero · d5 cavallo del nero · g5 alfiere del bianco · b4 pedone del nero · c4 pedone del bianco · e4 re del nero · h3 torre del bianco · c2 alfiere del nero · g2 cavallo del bianco · f1 torre del bianco · h1 re del bianco | a8 alfiere del bianco · d8 torre del nero · b7 cavallo del bianco · g7 donna del bianco · c6 donna del nero · e6 pedone del nero · a5 torre del nero · d5 cavallo del nero · g5 alfiere del bianco · b4 pedone del nero · c4 pedone del bianco · e4 re del nero · h3 torre del bianco · c2 alfiere del nero · g2 cavallo del bianco · f1 torre del bianco · h1 re del bianco | a8 alfiere del bianco · d8 torre del nero · b7 cavallo del bianco · g7 donna del bianco · c6 donna del nero · e6 pedone del nero · a5 torre del nero · d5 cavallo del nero · g5 alfiere del bianco · b4 pedone del nero · c4 pedone del bianco · e4 re del nero · h3 torre del bianco · c2 alfiere del nero · g2 cavallo del bianco · f1 torre del bianco · h1 re del bianco | a8 alfiere del bianco · d8 torre del nero · b7 cavallo del bianco · g7 donna del bianco · c6 donna del nero · e6 pedone del nero · a5 torre del nero · d5 cavallo del nero · g5 alfiere del bianco · b4 pedone del nero · c4 pedone del bianco · e4 re del nero · h3 torre del bianco · c2 alfiere del nero · g2 cavallo del bianco · f1 torre del bianco · h1 re del bianco | 2 |
| 1 | a8 alfiere del bianco · d8 torre del nero · b7 cavallo del bianco · g7 donna del bianco · c6 donna del nero · e6 pedone del nero · a5 torre del nero · d5 cavallo del nero · g5 alfiere del bianco · b4 pedone del nero · c4 pedone del bianco · e4 re del nero · h3 torre del bianco · c2 alfiere del nero · g2 cavallo del bianco · f1 torre del bianco · h1 re del bianco | a8 alfiere del bianco · d8 torre del nero · b7 cavallo del bianco · g7 donna del bianco · c6 donna del nero · e6 pedone del nero · a5 torre del nero · d5 cavallo del nero · g5 alfiere del bianco · b4 pedone del nero · c4 pedone del bianco · e4 re del nero · h3 torre del bianco · c2 alfiere del nero · g2 cavallo del bianco · f1 torre del bianco · h1 re del bianco | a8 alfiere del bianco · d8 torre del nero · b7 cavallo del bianco · g7 donna del bianco · c6 donna del nero · e6 pedone del nero · a5 torre del nero · d5 cavallo del nero · g5 alfiere del bianco · b4 pedone del nero · c4 pedone del bianco · e4 re del nero · h3 torre del bianco · c2 alfiere del nero · g2 cavallo del bianco · f1 torre del bianco · h1 re del bianco | a8 alfiere del bianco · d8 torre del nero · b7 cavallo del bianco · g7 donna del bianco · c6 donna del nero · e6 pedone del nero · a5 torre del nero · d5 cavallo del nero · g5 alfiere del bianco · b4 pedone del nero · c4 pedone del bianco · e4 re del nero · h3 torre del bianco · c2 alfiere del nero · g2 cavallo del bianco · f1 torre del bianco · h1 re del bianco | a8 alfiere del bianco · d8 torre del nero · b7 cavallo del bianco · g7 donna del bianco · c6 donna del nero · e6 pedone del nero · a5 torre del nero · d5 cavallo del nero · g5 alfiere del bianco · b4 pedone del nero · c4 pedone del bianco · e4 re del nero · h3 torre del bianco · c2 alfiere del nero · g2 cavallo del bianco · f1 torre del bianco · h1 re del bianco | a8 alfiere del bianco · d8 torre del nero · b7 cavallo del bianco · g7 donna del bianco · c6 donna del nero · e6 pedone del nero · a5 torre del nero · d5 cavallo del nero · g5 alfiere del bianco · b4 pedone del nero · c4 pedone del bianco · e4 re del nero · h3 torre del bianco · c2 alfiere del nero · g2 cavallo del bianco · f1 torre del bianco · h1 re del bianco | a8 alfiere del bianco · d8 torre del nero · b7 cavallo del bianco · g7 donna del bianco · c6 donna del nero · e6 pedone del nero · a5 torre del nero · d5 cavallo del nero · g5 alfiere del bianco · b4 pedone del nero · c4 pedone del bianco · e4 re del nero · h3 torre del bianco · c2 alfiere del nero · g2 cavallo del bianco · f1 torre del bianco · h1 re del bianco | a8 alfiere del bianco · d8 torre del nero · b7 cavallo del bianco · g7 donna del bianco · c6 donna del nero · e6 pedone del nero · a5 torre del nero · d5 cavallo del nero · g5 alfiere del bianco · b4 pedone del nero · c4 pedone del bianco · e4 re del nero · h3 torre del bianco · c2 alfiere del nero · g2 cavallo del bianco · f1 torre del bianco · h1 re del bianco | 1 |
|   | a | b | c | d | e | f | g | h |   |

Soluzione:
1.♕b2 !  (min. 2.♗f6 ~ 3.♕e5#)
1...♖a1  2.♖e3+ ♘xe3  3.♘c5# 
 
1...♘c3  2.♖f4+ ♔e5  3.♗f6# 

1...♕xc4 2.♘c5+ ♕xc5 3.♖f4# 
 
1...e5  2.♕xc2+ ♔d4  3.♕d3# 
 
1...♖h8  2.♖f4+ ♘xf4  3.♘d6# 

|   | a | b | c | d | e | f | g | h |   |
| 8 | a7 pedone del nero · e7 pedone del nero · h7 alfiere del nero · d6 pedone del bianco · e6 torre del bianco · a5 alfiere del bianco · b5 re del bianco · d5 pedone del nero · g5 donna del nero · d4 re del nero · b3 pedone del bianco · h3 torre del nero · c2 pedone del nero · d2 pedone del bianco · e2 donna del bianco · h2 torre del nero · c1 cavallo del bianco · e1 cavallo del bianco · g1 alfiere del nero | a7 pedone del nero · e7 pedone del nero · h7 alfiere del nero · d6 pedone del bianco · e6 torre del bianco · a5 alfiere del bianco · b5 re del bianco · d5 pedone del nero · g5 donna del nero · d4 re del nero · b3 pedone del bianco · h3 torre del nero · c2 pedone del nero · d2 pedone del bianco · e2 donna del bianco · h2 torre del nero · c1 cavallo del bianco · e1 cavallo del bianco · g1 alfiere del nero | a7 pedone del nero · e7 pedone del nero · h7 alfiere del nero · d6 pedone del bianco · e6 torre del bianco · a5 alfiere del bianco · b5 re del bianco · d5 pedone del nero · g5 donna del nero · d4 re del nero · b3 pedone del bianco · h3 torre del nero · c2 pedone del nero · d2 pedone del bianco · e2 donna del bianco · h2 torre del nero · c1 cavallo del bianco · e1 cavallo del bianco · g1 alfiere del nero | a7 pedone del nero · e7 pedone del nero · h7 alfiere del nero · d6 pedone del bianco · e6 torre del bianco · a5 alfiere del bianco · b5 re del bianco · d5 pedone del nero · g5 donna del nero · d4 re del nero · b3 pedone del bianco · h3 torre del nero · c2 pedone del nero · d2 pedone del bianco · e2 donna del bianco · h2 torre del nero · c1 cavallo del bianco · e1 cavallo del bianco · g1 alfiere del nero | a7 pedone del nero · e7 pedone del nero · h7 alfiere del nero · d6 pedone del bianco · e6 torre del bianco · a5 alfiere del bianco · b5 re del bianco · d5 pedone del nero · g5 donna del nero · d4 re del nero · b3 pedone del bianco · h3 torre del nero · c2 pedone del nero · d2 pedone del bianco · e2 donna del bianco · h2 torre del nero · c1 cavallo del bianco · e1 cavallo del bianco · g1 alfiere del nero | a7 pedone del nero · e7 pedone del nero · h7 alfiere del nero · d6 pedone del bianco · e6 torre del bianco · a5 alfiere del bianco · b5 re del bianco · d5 pedone del nero · g5 donna del nero · d4 re del nero · b3 pedone del bianco · h3 torre del nero · c2 pedone del nero · d2 pedone del bianco · e2 donna del bianco · h2 torre del nero · c1 cavallo del bianco · e1 cavallo del bianco · g1 alfiere del nero | a7 pedone del nero · e7 pedone del nero · h7 alfiere del nero · d6 pedone del bianco · e6 torre del bianco · a5 alfiere del bianco · b5 re del bianco · d5 pedone del nero · g5 donna del nero · d4 re del nero · b3 pedone del bianco · h3 torre del nero · c2 pedone del nero · d2 pedone del bianco · e2 donna del bianco · h2 torre del nero · c1 cavallo del bianco · e1 cavallo del bianco · g1 alfiere del nero | a7 pedone del nero · e7 pedone del nero · h7 alfiere del nero · d6 pedone del bianco · e6 torre del bianco · a5 alfiere del bianco · b5 re del bianco · d5 pedone del nero · g5 donna del nero · d4 re del nero · b3 pedone del bianco · h3 torre del nero · c2 pedone del nero · d2 pedone del bianco · e2 donna del bianco · h2 torre del nero · c1 cavallo del bianco · e1 cavallo del bianco · g1 alfiere del nero | 8 |
| 7 | a7 pedone del nero · e7 pedone del nero · h7 alfiere del nero · d6 pedone del bianco · e6 torre del bianco · a5 alfiere del bianco · b5 re del bianco · d5 pedone del nero · g5 donna del nero · d4 re del nero · b3 pedone del bianco · h3 torre del nero · c2 pedone del nero · d2 pedone del bianco · e2 donna del bianco · h2 torre del nero · c1 cavallo del bianco · e1 cavallo del bianco · g1 alfiere del nero | a7 pedone del nero · e7 pedone del nero · h7 alfiere del nero · d6 pedone del bianco · e6 torre del bianco · a5 alfiere del bianco · b5 re del bianco · d5 pedone del nero · g5 donna del nero · d4 re del nero · b3 pedone del bianco · h3 torre del nero · c2 pedone del nero · d2 pedone del bianco · e2 donna del bianco · h2 torre del nero · c1 cavallo del bianco · e1 cavallo del bianco · g1 alfiere del nero | a7 pedone del nero · e7 pedone del nero · h7 alfiere del nero · d6 pedone del bianco · e6 torre del bianco · a5 alfiere del bianco · b5 re del bianco · d5 pedone del nero · g5 donna del nero · d4 re del nero · b3 pedone del bianco · h3 torre del nero · c2 pedone del nero · d2 pedone del bianco · e2 donna del bianco · h2 torre del nero · c1 cavallo del bianco · e1 cavallo del bianco · g1 alfiere del nero | a7 pedone del nero · e7 pedone del nero · h7 alfiere del nero · d6 pedone del bianco · e6 torre del bianco · a5 alfiere del bianco · b5 re del bianco · d5 pedone del nero · g5 donna del nero · d4 re del nero · b3 pedone del bianco · h3 torre del nero · c2 pedone del nero · d2 pedone del bianco · e2 donna del bianco · h2 torre del nero · c1 cavallo del bianco · e1 cavallo del bianco · g1 alfiere del nero | a7 pedone del nero · e7 pedone del nero · h7 alfiere del nero · d6 pedone del bianco · e6 torre del bianco · a5 alfiere del bianco · b5 re del bianco · d5 pedone del nero · g5 donna del nero · d4 re del nero · b3 pedone del bianco · h3 torre del nero · c2 pedone del nero · d2 pedone del bianco · e2 donna del bianco · h2 torre del nero · c1 cavallo del bianco · e1 cavallo del bianco · g1 alfiere del nero | a7 pedone del nero · e7 pedone del nero · h7 alfiere del nero · d6 pedone del bianco · e6 torre del bianco · a5 alfiere del bianco · b5 re del bianco · d5 pedone del nero · g5 donna del nero · d4 re del nero · b3 pedone del bianco · h3 torre del nero · c2 pedone del nero · d2 pedone del bianco · e2 donna del bianco · h2 torre del nero · c1 cavallo del bianco · e1 cavallo del bianco · g1 alfiere del nero | a7 pedone del nero · e7 pedone del nero · h7 alfiere del nero · d6 pedone del bianco · e6 torre del bianco · a5 alfiere del bianco · b5 re del bianco · d5 pedone del nero · g5 donna del nero · d4 re del nero · b3 pedone del bianco · h3 torre del nero · c2 pedone del nero · d2 pedone del bianco · e2 donna del bianco · h2 torre del nero · c1 cavallo del bianco · e1 cavallo del bianco · g1 alfiere del nero | a7 pedone del nero · e7 pedone del nero · h7 alfiere del nero · d6 pedone del bianco · e6 torre del bianco · a5 alfiere del bianco · b5 re del bianco · d5 pedone del nero · g5 donna del nero · d4 re del nero · b3 pedone del bianco · h3 torre del nero · c2 pedone del nero · d2 pedone del bianco · e2 donna del bianco · h2 torre del nero · c1 cavallo del bianco · e1 cavallo del bianco · g1 alfiere del nero | 7 |
| 6 | a7 pedone del nero · e7 pedone del nero · h7 alfiere del nero · d6 pedone del bianco · e6 torre del bianco · a5 alfiere del bianco · b5 re del bianco · d5 pedone del nero · g5 donna del nero · d4 re del nero · b3 pedone del bianco · h3 torre del nero · c2 pedone del nero · d2 pedone del bianco · e2 donna del bianco · h2 torre del nero · c1 cavallo del bianco · e1 cavallo del bianco · g1 alfiere del nero | a7 pedone del nero · e7 pedone del nero · h7 alfiere del nero · d6 pedone del bianco · e6 torre del bianco · a5 alfiere del bianco · b5 re del bianco · d5 pedone del nero · g5 donna del nero · d4 re del nero · b3 pedone del bianco · h3 torre del nero · c2 pedone del nero · d2 pedone del bianco · e2 donna del bianco · h2 torre del nero · c1 cavallo del bianco · e1 cavallo del bianco · g1 alfiere del nero | a7 pedone del nero · e7 pedone del nero · h7 alfiere del nero · d6 pedone del bianco · e6 torre del bianco · a5 alfiere del bianco · b5 re del bianco · d5 pedone del nero · g5 donna del nero · d4 re del nero · b3 pedone del bianco · h3 torre del nero · c2 pedone del nero · d2 pedone del bianco · e2 donna del bianco · h2 torre del nero · c1 cavallo del bianco · e1 cavallo del bianco · g1 alfiere del nero | a7 pedone del nero · e7 pedone del nero · h7 alfiere del nero · d6 pedone del bianco · e6 torre del bianco · a5 alfiere del bianco · b5 re del bianco · d5 pedone del nero · g5 donna del nero · d4 re del nero · b3 pedone del bianco · h3 torre del nero · c2 pedone del nero · d2 pedone del bianco · e2 donna del bianco · h2 torre del nero · c1 cavallo del bianco · e1 cavallo del bianco · g1 alfiere del nero | a7 pedone del nero · e7 pedone del nero · h7 alfiere del nero · d6 pedone del bianco · e6 torre del bianco · a5 alfiere del bianco · b5 re del bianco · d5 pedone del nero · g5 donna del nero · d4 re del nero · b3 pedone del bianco · h3 torre del nero · c2 pedone del nero · d2 pedone del bianco · e2 donna del bianco · h2 torre del nero · c1 cavallo del bianco · e1 cavallo del bianco · g1 alfiere del nero | a7 pedone del nero · e7 pedone del nero · h7 alfiere del nero · d6 pedone del bianco · e6 torre del bianco · a5 alfiere del bianco · b5 re del bianco · d5 pedone del nero · g5 donna del nero · d4 re del nero · b3 pedone del bianco · h3 torre del nero · c2 pedone del nero · d2 pedone del bianco · e2 donna del bianco · h2 torre del nero · c1 cavallo del bianco · e1 cavallo del bianco · g1 alfiere del nero | a7 pedone del nero · e7 pedone del nero · h7 alfiere del nero · d6 pedone del bianco · e6 torre del bianco · a5 alfiere del bianco · b5 re del bianco · d5 pedone del nero · g5 donna del nero · d4 re del nero · b3 pedone del bianco · h3 torre del nero · c2 pedone del nero · d2 pedone del bianco · e2 donna del bianco · h2 torre del nero · c1 cavallo del bianco · e1 cavallo del bianco · g1 alfiere del nero | a7 pedone del nero · e7 pedone del nero · h7 alfiere del nero · d6 pedone del bianco · e6 torre del bianco · a5 alfiere del bianco · b5 re del bianco · d5 pedone del nero · g5 donna del nero · d4 re del nero · b3 pedone del bianco · h3 torre del nero · c2 pedone del nero · d2 pedone del bianco · e2 donna del bianco · h2 torre del nero · c1 cavallo del bianco · e1 cavallo del bianco · g1 alfiere del nero | 6 |
| 5 | a7 pedone del nero · e7 pedone del nero · h7 alfiere del nero · d6 pedone del bianco · e6 torre del bianco · a5 alfiere del bianco · b5 re del bianco · d5 pedone del nero · g5 donna del nero · d4 re del nero · b3 pedone del bianco · h3 torre del nero · c2 pedone del nero · d2 pedone del bianco · e2 donna del bianco · h2 torre del nero · c1 cavallo del bianco · e1 cavallo del bianco · g1 alfiere del nero | a7 pedone del nero · e7 pedone del nero · h7 alfiere del nero · d6 pedone del bianco · e6 torre del bianco · a5 alfiere del bianco · b5 re del bianco · d5 pedone del nero · g5 donna del nero · d4 re del nero · b3 pedone del bianco · h3 torre del nero · c2 pedone del nero · d2 pedone del bianco · e2 donna del bianco · h2 torre del nero · c1 cavallo del bianco · e1 cavallo del bianco · g1 alfiere del nero | a7 pedone del nero · e7 pedone del nero · h7 alfiere del nero · d6 pedone del bianco · e6 torre del bianco · a5 alfiere del bianco · b5 re del bianco · d5 pedone del nero · g5 donna del nero · d4 re del nero · b3 pedone del bianco · h3 torre del nero · c2 pedone del nero · d2 pedone del bianco · e2 donna del bianco · h2 torre del nero · c1 cavallo del bianco · e1 cavallo del bianco · g1 alfiere del nero | a7 pedone del nero · e7 pedone del nero · h7 alfiere del nero · d6 pedone del bianco · e6 torre del bianco · a5 alfiere del bianco · b5 re del bianco · d5 pedone del nero · g5 donna del nero · d4 re del nero · b3 pedone del bianco · h3 torre del nero · c2 pedone del nero · d2 pedone del bianco · e2 donna del bianco · h2 torre del nero · c1 cavallo del bianco · e1 cavallo del bianco · g1 alfiere del nero | a7 pedone del nero · e7 pedone del nero · h7 alfiere del nero · d6 pedone del bianco · e6 torre del bianco · a5 alfiere del bianco · b5 re del bianco · d5 pedone del nero · g5 donna del nero · d4 re del nero · b3 pedone del bianco · h3 torre del nero · c2 pedone del nero · d2 pedone del bianco · e2 donna del bianco · h2 torre del nero · c1 cavallo del bianco · e1 cavallo del bianco · g1 alfiere del nero | a7 pedone del nero · e7 pedone del nero · h7 alfiere del nero · d6 pedone del bianco · e6 torre del bianco · a5 alfiere del bianco · b5 re del bianco · d5 pedone del nero · g5 donna del nero · d4 re del nero · b3 pedone del bianco · h3 torre del nero · c2 pedone del nero · d2 pedone del bianco · e2 donna del bianco · h2 torre del nero · c1 cavallo del bianco · e1 cavallo del bianco · g1 alfiere del nero | a7 pedone del nero · e7 pedone del nero · h7 alfiere del nero · d6 pedone del bianco · e6 torre del bianco · a5 alfiere del bianco · b5 re del bianco · d5 pedone del nero · g5 donna del nero · d4 re del nero · b3 pedone del bianco · h3 torre del nero · c2 pedone del nero · d2 pedone del bianco · e2 donna del bianco · h2 torre del nero · c1 cavallo del bianco · e1 cavallo del bianco · g1 alfiere del nero | a7 pedone del nero · e7 pedone del nero · h7 alfiere del nero · d6 pedone del bianco · e6 torre del bianco · a5 alfiere del bianco · b5 re del bianco · d5 pedone del nero · g5 donna del nero · d4 re del nero · b3 pedone del bianco · h3 torre del nero · c2 pedone del nero · d2 pedone del bianco · e2 donna del bianco · h2 torre del nero · c1 cavallo del bianco · e1 cavallo del bianco · g1 alfiere del nero | 5 |
| 4 | a7 pedone del nero · e7 pedone del nero · h7 alfiere del nero · d6 pedone del bianco · e6 torre del bianco · a5 alfiere del bianco · b5 re del bianco · d5 pedone del nero · g5 donna del nero · d4 re del nero · b3 pedone del bianco · h3 torre del nero · c2 pedone del nero · d2 pedone del bianco · e2 donna del bianco · h2 torre del nero · c1 cavallo del bianco · e1 cavallo del bianco · g1 alfiere del nero | a7 pedone del nero · e7 pedone del nero · h7 alfiere del nero · d6 pedone del bianco · e6 torre del bianco · a5 alfiere del bianco · b5 re del bianco · d5 pedone del nero · g5 donna del nero · d4 re del nero · b3 pedone del bianco · h3 torre del nero · c2 pedone del nero · d2 pedone del bianco · e2 donna del bianco · h2 torre del nero · c1 cavallo del bianco · e1 cavallo del bianco · g1 alfiere del nero | a7 pedone del nero · e7 pedone del nero · h7 alfiere del nero · d6 pedone del bianco · e6 torre del bianco · a5 alfiere del bianco · b5 re del bianco · d5 pedone del nero · g5 donna del nero · d4 re del nero · b3 pedone del bianco · h3 torre del nero · c2 pedone del nero · d2 pedone del bianco · e2 donna del bianco · h2 torre del nero · c1 cavallo del bianco · e1 cavallo del bianco · g1 alfiere del nero | a7 pedone del nero · e7 pedone del nero · h7 alfiere del nero · d6 pedone del bianco · e6 torre del bianco · a5 alfiere del bianco · b5 re del bianco · d5 pedone del nero · g5 donna del nero · d4 re del nero · b3 pedone del bianco · h3 torre del nero · c2 pedone del nero · d2 pedone del bianco · e2 donna del bianco · h2 torre del nero · c1 cavallo del bianco · e1 cavallo del bianco · g1 alfiere del nero | a7 pedone del nero · e7 pedone del nero · h7 alfiere del nero · d6 pedone del bianco · e6 torre del bianco · a5 alfiere del bianco · b5 re del bianco · d5 pedone del nero · g5 donna del nero · d4 re del nero · b3 pedone del bianco · h3 torre del nero · c2 pedone del nero · d2 pedone del bianco · e2 donna del bianco · h2 torre del nero · c1 cavallo del bianco · e1 cavallo del bianco · g1 alfiere del nero | a7 pedone del nero · e7 pedone del nero · h7 alfiere del nero · d6 pedone del bianco · e6 torre del bianco · a5 alfiere del bianco · b5 re del bianco · d5 pedone del nero · g5 donna del nero · d4 re del nero · b3 pedone del bianco · h3 torre del nero · c2 pedone del nero · d2 pedone del bianco · e2 donna del bianco · h2 torre del nero · c1 cavallo del bianco · e1 cavallo del bianco · g1 alfiere del nero | a7 pedone del nero · e7 pedone del nero · h7 alfiere del nero · d6 pedone del bianco · e6 torre del bianco · a5 alfiere del bianco · b5 re del bianco · d5 pedone del nero · g5 donna del nero · d4 re del nero · b3 pedone del bianco · h3 torre del nero · c2 pedone del nero · d2 pedone del bianco · e2 donna del bianco · h2 torre del nero · c1 cavallo del bianco · e1 cavallo del bianco · g1 alfiere del nero | a7 pedone del nero · e7 pedone del nero · h7 alfiere del nero · d6 pedone del bianco · e6 torre del bianco · a5 alfiere del bianco · b5 re del bianco · d5 pedone del nero · g5 donna del nero · d4 re del nero · b3 pedone del bianco · h3 torre del nero · c2 pedone del nero · d2 pedone del bianco · e2 donna del bianco · h2 torre del nero · c1 cavallo del bianco · e1 cavallo del bianco · g1 alfiere del nero | 4 |
| 3 | a7 pedone del nero · e7 pedone del nero · h7 alfiere del nero · d6 pedone del bianco · e6 torre del bianco · a5 alfiere del bianco · b5 re del bianco · d5 pedone del nero · g5 donna del nero · d4 re del nero · b3 pedone del bianco · h3 torre del nero · c2 pedone del nero · d2 pedone del bianco · e2 donna del bianco · h2 torre del nero · c1 cavallo del bianco · e1 cavallo del bianco · g1 alfiere del nero | a7 pedone del nero · e7 pedone del nero · h7 alfiere del nero · d6 pedone del bianco · e6 torre del bianco · a5 alfiere del bianco · b5 re del bianco · d5 pedone del nero · g5 donna del nero · d4 re del nero · b3 pedone del bianco · h3 torre del nero · c2 pedone del nero · d2 pedone del bianco · e2 donna del bianco · h2 torre del nero · c1 cavallo del bianco · e1 cavallo del bianco · g1 alfiere del nero | a7 pedone del nero · e7 pedone del nero · h7 alfiere del nero · d6 pedone del bianco · e6 torre del bianco · a5 alfiere del bianco · b5 re del bianco · d5 pedone del nero · g5 donna del nero · d4 re del nero · b3 pedone del bianco · h3 torre del nero · c2 pedone del nero · d2 pedone del bianco · e2 donna del bianco · h2 torre del nero · c1 cavallo del bianco · e1 cavallo del bianco · g1 alfiere del nero | a7 pedone del nero · e7 pedone del nero · h7 alfiere del nero · d6 pedone del bianco · e6 torre del bianco · a5 alfiere del bianco · b5 re del bianco · d5 pedone del nero · g5 donna del nero · d4 re del nero · b3 pedone del bianco · h3 torre del nero · c2 pedone del nero · d2 pedone del bianco · e2 donna del bianco · h2 torre del nero · c1 cavallo del bianco · e1 cavallo del bianco · g1 alfiere del nero | a7 pedone del nero · e7 pedone del nero · h7 alfiere del nero · d6 pedone del bianco · e6 torre del bianco · a5 alfiere del bianco · b5 re del bianco · d5 pedone del nero · g5 donna del nero · d4 re del nero · b3 pedone del bianco · h3 torre del nero · c2 pedone del nero · d2 pedone del bianco · e2 donna del bianco · h2 torre del nero · c1 cavallo del bianco · e1 cavallo del bianco · g1 alfiere del nero | a7 pedone del nero · e7 pedone del nero · h7 alfiere del nero · d6 pedone del bianco · e6 torre del bianco · a5 alfiere del bianco · b5 re del bianco · d5 pedone del nero · g5 donna del nero · d4 re del nero · b3 pedone del bianco · h3 torre del nero · c2 pedone del nero · d2 pedone del bianco · e2 donna del bianco · h2 torre del nero · c1 cavallo del bianco · e1 cavallo del bianco · g1 alfiere del nero | a7 pedone del nero · e7 pedone del nero · h7 alfiere del nero · d6 pedone del bianco · e6 torre del bianco · a5 alfiere del bianco · b5 re del bianco · d5 pedone del nero · g5 donna del nero · d4 re del nero · b3 pedone del bianco · h3 torre del nero · c2 pedone del nero · d2 pedone del bianco · e2 donna del bianco · h2 torre del nero · c1 cavallo del bianco · e1 cavallo del bianco · g1 alfiere del nero | a7 pedone del nero · e7 pedone del nero · h7 alfiere del nero · d6 pedone del bianco · e6 torre del bianco · a5 alfiere del bianco · b5 re del bianco · d5 pedone del nero · g5 donna del nero · d4 re del nero · b3 pedone del bianco · h3 torre del nero · c2 pedone del nero · d2 pedone del bianco · e2 donna del bianco · h2 torre del nero · c1 cavallo del bianco · e1 cavallo del bianco · g1 alfiere del nero | 3 |
| 2 | a7 pedone del nero · e7 pedone del nero · h7 alfiere del nero · d6 pedone del bianco · e6 torre del bianco · a5 alfiere del bianco · b5 re del bianco · d5 pedone del nero · g5 donna del nero · d4 re del nero · b3 pedone del bianco · h3 torre del nero · c2 pedone del nero · d2 pedone del bianco · e2 donna del bianco · h2 torre del nero · c1 cavallo del bianco · e1 cavallo del bianco · g1 alfiere del nero | a7 pedone del nero · e7 pedone del nero · h7 alfiere del nero · d6 pedone del bianco · e6 torre del bianco · a5 alfiere del bianco · b5 re del bianco · d5 pedone del nero · g5 donna del nero · d4 re del nero · b3 pedone del bianco · h3 torre del nero · c2 pedone del nero · d2 pedone del bianco · e2 donna del bianco · h2 torre del nero · c1 cavallo del bianco · e1 cavallo del bianco · g1 alfiere del nero | a7 pedone del nero · e7 pedone del nero · h7 alfiere del nero · d6 pedone del bianco · e6 torre del bianco · a5 alfiere del bianco · b5 re del bianco · d5 pedone del nero · g5 donna del nero · d4 re del nero · b3 pedone del bianco · h3 torre del nero · c2 pedone del nero · d2 pedone del bianco · e2 donna del bianco · h2 torre del nero · c1 cavallo del bianco · e1 cavallo del bianco · g1 alfiere del nero | a7 pedone del nero · e7 pedone del nero · h7 alfiere del nero · d6 pedone del bianco · e6 torre del bianco · a5 alfiere del bianco · b5 re del bianco · d5 pedone del nero · g5 donna del nero · d4 re del nero · b3 pedone del bianco · h3 torre del nero · c2 pedone del nero · d2 pedone del bianco · e2 donna del bianco · h2 torre del nero · c1 cavallo del bianco · e1 cavallo del bianco · g1 alfiere del nero | a7 pedone del nero · e7 pedone del nero · h7 alfiere del nero · d6 pedone del bianco · e6 torre del bianco · a5 alfiere del bianco · b5 re del bianco · d5 pedone del nero · g5 donna del nero · d4 re del nero · b3 pedone del bianco · h3 torre del nero · c2 pedone del nero · d2 pedone del bianco · e2 donna del bianco · h2 torre del nero · c1 cavallo del bianco · e1 cavallo del bianco · g1 alfiere del nero | a7 pedone del nero · e7 pedone del nero · h7 alfiere del nero · d6 pedone del bianco · e6 torre del bianco · a5 alfiere del bianco · b5 re del bianco · d5 pedone del nero · g5 donna del nero · d4 re del nero · b3 pedone del bianco · h3 torre del nero · c2 pedone del nero · d2 pedone del bianco · e2 donna del bianco · h2 torre del nero · c1 cavallo del bianco · e1 cavallo del bianco · g1 alfiere del nero | a7 pedone del nero · e7 pedone del nero · h7 alfiere del nero · d6 pedone del bianco · e6 torre del bianco · a5 alfiere del bianco · b5 re del bianco · d5 pedone del nero · g5 donna del nero · d4 re del nero · b3 pedone del bianco · h3 torre del nero · c2 pedone del nero · d2 pedone del bianco · e2 donna del bianco · h2 torre del nero · c1 cavallo del bianco · e1 cavallo del bianco · g1 alfiere del nero | a7 pedone del nero · e7 pedone del nero · h7 alfiere del nero · d6 pedone del bianco · e6 torre del bianco · a5 alfiere del bianco · b5 re del bianco · d5 pedone del nero · g5 donna del nero · d4 re del nero · b3 pedone del bianco · h3 torre del nero · c2 pedone del nero · d2 pedone del bianco · e2 donna del bianco · h2 torre del nero · c1 cavallo del bianco · e1 cavallo del bianco · g1 alfiere del nero | 2 |
| 1 | a7 pedone del nero · e7 pedone del nero · h7 alfiere del nero · d6 pedone del bianco · e6 torre del bianco · a5 alfiere del bianco · b5 re del bianco · d5 pedone del nero · g5 donna del nero · d4 re del nero · b3 pedone del bianco · h3 torre del nero · c2 pedone del nero · d2 pedone del bianco · e2 donna del bianco · h2 torre del nero · c1 cavallo del bianco · e1 cavallo del bianco · g1 alfiere del nero | a7 pedone del nero · e7 pedone del nero · h7 alfiere del nero · d6 pedone del bianco · e6 torre del bianco · a5 alfiere del bianco · b5 re del bianco · d5 pedone del nero · g5 donna del nero · d4 re del nero · b3 pedone del bianco · h3 torre del nero · c2 pedone del nero · d2 pedone del bianco · e2 donna del bianco · h2 torre del nero · c1 cavallo del bianco · e1 cavallo del bianco · g1 alfiere del nero | a7 pedone del nero · e7 pedone del nero · h7 alfiere del nero · d6 pedone del bianco · e6 torre del bianco · a5 alfiere del bianco · b5 re del bianco · d5 pedone del nero · g5 donna del nero · d4 re del nero · b3 pedone del bianco · h3 torre del nero · c2 pedone del nero · d2 pedone del bianco · e2 donna del bianco · h2 torre del nero · c1 cavallo del bianco · e1 cavallo del bianco · g1 alfiere del nero | a7 pedone del nero · e7 pedone del nero · h7 alfiere del nero · d6 pedone del bianco · e6 torre del bianco · a5 alfiere del bianco · b5 re del bianco · d5 pedone del nero · g5 donna del nero · d4 re del nero · b3 pedone del bianco · h3 torre del nero · c2 pedone del nero · d2 pedone del bianco · e2 donna del bianco · h2 torre del nero · c1 cavallo del bianco · e1 cavallo del bianco · g1 alfiere del nero | a7 pedone del nero · e7 pedone del nero · h7 alfiere del nero · d6 pedone del bianco · e6 torre del bianco · a5 alfiere del bianco · b5 re del bianco · d5 pedone del nero · g5 donna del nero · d4 re del nero · b3 pedone del bianco · h3 torre del nero · c2 pedone del nero · d2 pedone del bianco · e2 donna del bianco · h2 torre del nero · c1 cavallo del bianco · e1 cavallo del bianco · g1 alfiere del nero | a7 pedone del nero · e7 pedone del nero · h7 alfiere del nero · d6 pedone del bianco · e6 torre del bianco · a5 alfiere del bianco · b5 re del bianco · d5 pedone del nero · g5 donna del nero · d4 re del nero · b3 pedone del bianco · h3 torre del nero · c2 pedone del nero · d2 pedone del bianco · e2 donna del bianco · h2 torre del nero · c1 cavallo del bianco · e1 cavallo del bianco · g1 alfiere del nero | a7 pedone del nero · e7 pedone del nero · h7 alfiere del nero · d6 pedone del bianco · e6 torre del bianco · a5 alfiere del bianco · b5 re del bianco · d5 pedone del nero · g5 donna del nero · d4 re del nero · b3 pedone del bianco · h3 torre del nero · c2 pedone del nero · d2 pedone del bianco · e2 donna del bianco · h2 torre del nero · c1 cavallo del bianco · e1 cavallo del bianco · g1 alfiere del nero | a7 pedone del nero · e7 pedone del nero · h7 alfiere del nero · d6 pedone del bianco · e6 torre del bianco · a5 alfiere del bianco · b5 re del bianco · d5 pedone del nero · g5 donna del nero · d4 re del nero · b3 pedone del bianco · h3 torre del nero · c2 pedone del nero · d2 pedone del bianco · e2 donna del bianco · h2 torre del nero · c1 cavallo del bianco · e1 cavallo del bianco · g1 alfiere del nero | 1 |
|   | a | b | c | d | e | f | g | h |   |

Soluzione:
1. Rc6 !
1. ...Te3 2. Dd3+ Axd3 3. Ac3# 

1. ...De3 2. Ced3 ... 3. Ac3# 

1. ...Df5 2. d3 Dxd3 3. De5# 